# Émilie Boulard
Émilie Boulard (* 28. August 1999) ist eine französische  Rugby-Union-Spielerin. Sie spielt auf den Positionen des Außendreiviertels und Fullbacks für den französischen  Verein Blagnac rugby féminin und die französische Rugby-Union-Nationalmannschaft.

## Biographie

### Klubkarriere
Émilie Boulard wurde am 28. August 1999 geboren. Sie lernte das Rugbyspielen beim „Club athlétique“ in Chevreuse. Von 2017 bis 2022 spielte sie für den französischen Club RC Chilly-Mazarin in der höchsten Spielklasse der Frauen Élite 1. Sie war die erste Spielerin des Clubs, die für die französische Nationalmannschaft  nominiert wurde. Im Dezember 2022 verließ sie ihren Verein um sich Blagnac Rugby Féminin anzuschließen.
Boulard studiert an der Universität Paris-Süd Sportwissenschaften (STAPS) und machte dort im Hochschulrugby erstmals auf sich aufmerksam.

### Bei der Nationalmannschaft
Im Februar 2019 wurde Boulard in die französische U20-Nationalmannschaft berufen und erzielte in ihrem ersten Spiel gegen England einen Versuch. Ende 2019 wurde sie in die französische Entwicklungsmannschaft im 7er Rugby berufen und gewann mit ihr das Turnier in Dubai.
Im August 2020, während der COVID-19bedingten Spielpause, wurde sie für die kommende Saison in das Centre national du rugby integriert.
Ihr erstes Spiel für die französische Nationalmannschaft bestritt sie am 3. April 2021 gegen Wales. Beim 53 zu 0 Sieg erzielte sie einen Versuch.
Im Sommer 2022 wurde sie von Thomas Darracq in den französischen Kader für die Rugby-Union-Weltmeisterschaft in Neuseeland berufen.

### Auszeichnungen
- Bester Versuch des Jahres 2021, World Rugby[18]

## Statistiken

### International
| Statistiken mit der Nationalmannschaft (insgesamt) |                |        |        |          |
| Jahr                                               | Wettbewerb     | Spiele | Punkte | Versuche |
| 2021                                               | Six Nations    | 3      | 10     | 2        |
| 2021                                               | Test matchs    | 3      | 5      | 1        |
| 2022                                               | Six Nations    | 5      | 10     | 2        |
| 2022                                               | Test matchs    | 2      | –      | –        |
| 2022                                               | Coupe du monde | 6      | 10     | 2        |
| 2023                                               | Six Nations    | 4      | 20     | 4        |
| 2023                                               | WXV            | 3      | 10     | 2        |
| 2024                                               | Six Nations    | 4      | –      | –        |
| 2025                                               | Six Nations    | 1      | 5      | 1        |
| Total                                              | Total          | 30     | 65     | 13       |

| Statistiken mit der Nationalmannschaft nach Gegner |        |       |             |               |          |        |               |
| Gegner                                             | Spiele | Siege | Niederlagen | Unentschieden | Versuche | Punkte | % Gewinnquote |
| Wales                                              | 4      | 4     | 0           | 0             | 1        | 5      | 100           |
| Irland                                             | 3      | 3     | 0           | 0             | 2        | 10     | 100           |
| England                                            | 4      | 0     | 4           | 0             | 1        | 5      | 0             |
| Südafrika                                          | 2      | 2     | 0           | 0             | 1        | 5      | 100           |
| Neuseeland                                         | 4      | 3     | 1           | 0             | 2        | 10     | 75            |
| Italien                                            | 6      | 5     | 1           | 0             | 1        | 5      | 83.3          |
| Schottland                                         | 3      | 3     | 0           | 0             | 3        | 15     | 100           |
| Fidji                                              | 1      | 1     | 0           | 0             | 1        | 5      | 100           |
| Kanada                                             | 2      | 1     | 1           | 0             | 0        | 0      | 50            |
| Australien                                         | 1      | 0     | 1           | 0             | 1        | 5      | 0             |
| Total                                              | 30     | 22    | 8           | 0             | 13       | 65     | 73.3          |

| Versuche mit der Nationalmannschaft |                   |                                 |            |                     |            |          |
| Nummer                              | Datum             | Ort                             | Gegner     | Wettbewerb          | Resultat   | Ergebnis |
| 1                                   | 3. April 2021     | Stade de la Rabine, Vannes      | Wales      | Six Nations 2021    | Sieg       | 53-0     |
| 2                                   | 17. April 2021    | Donnybrook Rugby Ground, Dublin | Irland     | Six nations 2021    | Sieg       | 15-56    |
| 3                                   | 13. November 2021 | Stade du Hameau, Pau            | Neuseeland | Test match          | Sieg       | 38-13    |
| 4                                   | 27. März 2022     | Stade des Alpes, Grenoble       | Italien    | Six Nations 2022    | Sieg       | 39-6     |
| 5                                   | 2. April 2022     | Stade Ernest-Wallon, Toulouse   | Irland     | Six Nations 2022    | Sieg       | 40-5     |
| 6                                   | 8. Oktober 2022   | Eden Park, Auckland             | Südafrika  | Coupe du monde 2021 | Sieg       | 5-40     |
| 7                                   | 22. Oktober 2022  | Stade de Semenoff, Whangarei    | Fidji      | Coupe du monde 2021 | Sieg       | 0-44     |
| 8                                   | 16. April 2023    | Stade de la Rabine, Vannes      | Schottland | Six Nations 2023    | Sieg       | 55-0     |
| 9                                   | 16. April 2023    | Stade de la Rabine, Vannes      | Schottland | Six Nations 2023    | Sieg       | 55-0     |
| 10                                  | 16. April 2023    | Stade de la Rabine, Vannes      | Schottland | Six Nations 2023    | Sieg       | 55-0     |
| 11                                  | 29. April 2023    | Stade de Twickenham, Twickenham | England    | Six Nations 2023    | Niederlage | 38-33    |
| 12                                  | 21. Oktober 2023  | Sky Stadium, Wellington         | Neuseeland | WXV 2023            | Sieg       | 17-18    |
| 13                                  | 28. Oktober 2023  | Forsyth Barr Stadium, Dunedin   | Australien | WXV 2023            | Niederlage | 29-20    |